# جنبش حقوق ناشنوایان

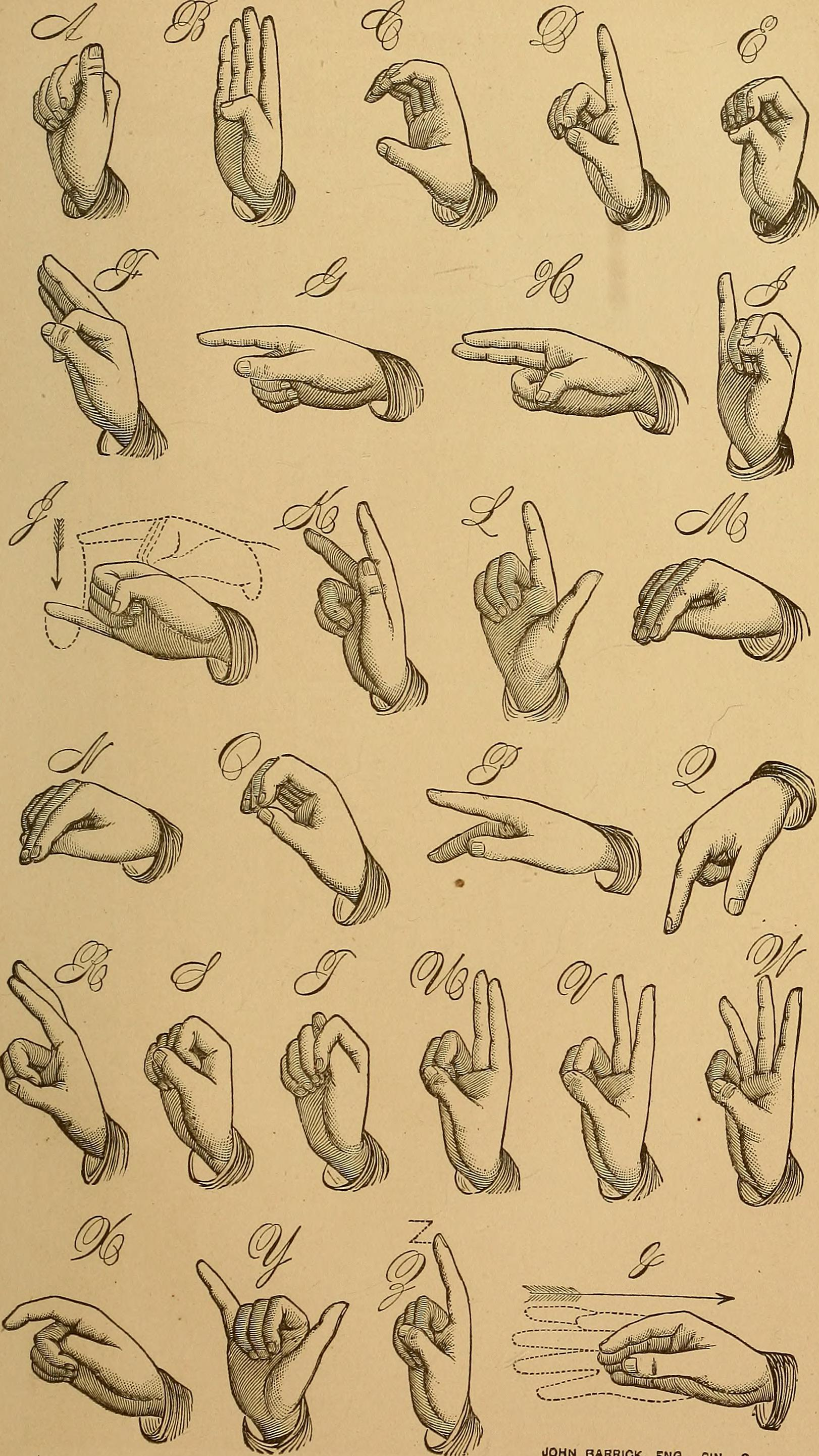
زبان اشاره بخش مهمی از فرهنگ ناشنوایان است. در اینجا الفبای «زبان علائم آمریکایی» (ASL) نمایش داده شده‌است.

جنبش حقوق ناشنوایان (به انگلیسی: deaf rights movement)، دربرگیرنده یک سلسله جنبش‌های اجتماعی پیرامون حقوق معلولان و جنبش‌های تنوع فرهنگی است که ناشنوایان و کم‌شنوایان را تشویق می‌کند تا جامعه را به سوی موضع احترام برابر برایشان بکشاند. آنچه این جنبش را به پیش می‌راند، تأیید این موضوع است که افراد ناشنوا یا کم‌شنوا حق دارند به هر آن چیزی دست یابند که افراد شنوا دست یافته‌اند. ایجاد سیستم آموزشی برای تدریس ناشنوایان یکی از اولین دست‌آوردهای این جنبش بود. زبان اشاره و پیوند صدف گوش نیز روی جامعه ناشنوایان تأثیرات گسترده‌ای داشته‌است. همه این دست‌آوردها، جوانبی بودند که راه را بروی ناشنوایان هموار کرده و باعث شدند تا آن‌ها جنبش حقوق ناشنوایان را راه اندازی نمایند.

## آموزش ناشنوایان

### شفاهی‌گرایی
شفاهی‌گرایی روی تدریس شاگردان ناشنوا از طریق روش‌های ارتباطی شفاهی به جای زبان اشاره، تمرکز دارد.
در برابر روش شفاهی تدریس اطفال ناشنوا از طریق گفتار، لب‌خوانی و استفاده محدود یا عدم استفاده از زبان اشاره در صنوف، مخالفت‌های شدیدی در میان جامعه ناشنوایان وجود دارد. هدف این روش، تسهیل مدغم شدن اطفال ناشنوا در جامعه شنوایان بوده اما مزایای آموزش در چنین محیطی قابل بحث است. استفاده از زبان اشاره به هویت ناشنوایان نیز محوری بوده و تلاش برای محدودسازی کاربرد آن به مثابه تهاجم تلقی می‌شود.

## مدارس ناشنوایان
والدین اطفال ناشنوا این فرصت را دارند تا فرزندان‌شان را با مکاتب ناشنوایان، که سرفصل درسی آن به زبان اشاره آمریکایی است، بفرستند. اولین مکتب برای آموزش افراد ناشنوا، «آسایشگاه کونکتیکت برای آموزش و راهنمایی افراد ناشنوا و لال» بود که در ۱۵ آوریل ۱۸۱۷ میلادی گشایش یافت. این آسایشگاه نهاد تدریسی مختلط بوده و بعداً به «مدرسه آمریکایی برای ناشنوایان» تغییر نام یافت و از سوی دولت فدرال تأمین بودجه می‌شد تا در حوالی کشور نهادهای برای ناشنوایان بسازد. بسیاری از معلمان این مدارس زنان بودند، زیرا بر اساس PBS و تحقیقی که برای فیلم «از میان چشمان ناشنوا» انجام شده بود، زنان به دلیل حوصله در انجام کارهای تکراری، گزینه بهتری بودند. مدرسه آمریکایی برای ناشنوایان بر اساس مدل بریتانیایی تدریس برای افراد ناشنوا بنیان نهاده شد و در مطالعه، نویسندگی، تاریخ، ریاضی و مطالعات پیشرفته انجیل، دستورالعمل‌هایی را تدوین کردند.
دانشگاه گالودت یگانه دانشگاه ناشنوایان در جهان است که تدریس در آن به زبان اشاره آمریکایی صورت گرفته، تحقیق و انتشارات برای جامعه ناشنوایان را ترویج می‌کند. دانشگاه گالودت مسئول توسعه خدمات و آموزش برای افراد ناشنوا در کشورهای درحال توسعه در جهان و ایالات متحده است. بسیاری از افراد ناشنوا، آموزش سطح دانشگاه شان را در محیط ناشنوایان انتخاب می‌کنند.

## شخصیت‌های تاریخی
افراد زیادی بودند که در جامعه ناشنوا پیشرفت‌هایی را رقم زدند. این افراد هم شامل ناشنوایان و هم شنوایان بودند. تعدادی از شناخته‌ترین اسامی شامل این موارد اند: الکساندر گراهام بل، کسی که به دلیل اختراع تلفن معروف بوده اما ناشنوایان او را به عنوان شخص شروری می‌شناسند؛ هدر ویتستون، اولین ناشنوا که دختر شایسته سال آمریکا شد؛ مارلی متلین، هنرپیشه معروف ناشنوا؛ «لاورنت کلرک» ، پروفسور معروف ناشنوا؛ و هلن کلر، معروف‌ترین زن که هم ناشنوا بود و هم نابینا.
افراد بالا تعداد اندکی از کسانی هستند که در جامعه ناشنوایان پیشرفت‌هایی را رقم زدند.

## خدمات عمومی
«لایحه آمریکایی‌های معلول» یا ADA، روی جامعه ناشنوایان تأثیرات بزرگی به‌جا گذاشته‌است. در سال ۱۹۹۰ میلادی این قانون نقطه عطف تاریخی برای معلولان بود. قانون ADA یک مزیت عالی برای ناشنوایان و کم‌شنوایان بوده‌است تا به آن‌ها کمک کند هر آن جنبه زندگی را که افراد شنوا دارند، آن‌ها نیز بدست بیاورند. ADA اصول مهمی را در این قوانین جا داده و آن‌ها را به جریان اصلی و وسیع زندگی عامه آمریکایی‌ها توسعه داد. این قانون تبعیض را تقریباً در تمام جوانب اجتماع ممنوع می‌سازد، یعنی اگر کسی، فرد معلولی را استخدام نمی‌کند باید برای این کار دلیل برحقی داشته باشد. این قانون در (عنوان اول)، حفاظت قانونی حین استخدام، در (عنوان دوم)، دسترسی به حکومت ایالتی، محلی و حمل‌ونقل عمومی، در (عنوان سوم)، خدمات عمومی (مشروط بر این‌که با خود مترجم داشته باشند) و در (عنوان چهارم)، مخابرات را فراهم می‌کند. جورج اچ دبلیو بوش این قانون را امضا کرد اما هیچ تقدیری را در قبال نداشت. این قانون مشکلات تبعیض را حل نکرد اما برای معلولان، محافظت فراهم نمود.
کنگره در سال ۱۹۷۵ میلادی دریافت که بیشتر از هشت میلیون طفل، آموزش برابر دریافت نمی‌کنند. آن‌ها برای رسیدگی به این مشکل یک لایحه قانونی دیگر را تأیید کردند و آن را «لایحه آموزش افراد معلول»‏ (IDEA) نامیدند. IDEA برای اهداف ذیل ایجاد شده بود: «حصول اطمینان از دسترسی تمام اطفال معلول به آموزش رایگان، مناسب و عامه با تأکید روی آموزش‌های ویژه و خدمات مربوطه طراحی شده برای برآورده ساختن نیازها و آماده‌سازی آن‌ها برای استخدام و زندگی مستقل؛ برای حصول اطمینان از محافظت حقوق اطفال معلول و والدین آن‌ها؛ برای کمک به ایالات، محلات، نهادهای خدمات آموزشی و نهادهای فدرال تا مصارف آموزشی تمام اطفال معلول را بپردازند و نهایتاً برای ارزیابی و حصول اطمینان از اثربخشی تلاش‌ها برای آموزش اطفال معلول».

## جنبش فرهنگ ناشنوایان
فرهنگ ناشنوایان فرهنگی‌است که به وسیله استفاده از زبان اشاره و هنجارهای متعدد فرهنگی و اجتماعی تعریف می‌شود.

### کاشت حلزون گوش
در میان جامعه ناشنوایان، مخالفت شدیدی در برابر استفاده از کاشت حلزون گوش و گاهی اوقات سمعک و فناوری‌های مشابه وجود دارد. این امر اغلب به‌صورت رد این موضوع توجیه می‌شود که ناشنوایی، به‌عنوان یک وضعیت، چیزی است که نیاز به ترمیم دارد.
دیگران استدلال می‌کنند که این فناوری، ادامه موجودیت فرهنگ ناشنوایی را تهدید می‌کند، اما «کاترین وودکاک» استدلال می‌کند این تهدید بزرگ‌تری به فرهنگ ناشنوایان است که اعضای خود را در آینده صرفاً به دلیلی شنوایی، به دلیلی که والدین آن‌ها برایشان کاشت حلزون را انتخاب کرده و بخاطر این که آن‌ها صدای محیطی را مفید یافته‌اند و… از خود برانند. کاشت حلزون می‌تواند درک صدا را برای افراد مناسب بهتر سازد اما آن‌ها نمی‌توانند ناشنوایی را معکوس ساخته یا درک عادی صدا را ایجاد نمایند. جامعه ناشنوایان هنوز هم اصرار دارند که اطفال تا زمانی که به سن مناسبی برای تصمیم‌گیری برای خودشان نرسند، نباید در معرض پیوند حلزون گوش قرار گیرند زیرا تأثیرات آن غیرقابل برگشت بوده و می‌تواند باعث یک عمر درد، پشیمانی و نفرت/طرد اجتماعی گردد.

## ارجاعات
1. 1 2 3 4  Crowley, John. "Asylum for the Deaf and Dumb". www.disabilitymuseum.org. Retrieved 2016-03-14.
2. ↑  "Oral Education and Women in the Classroom". www.pbs.org. Retrieved 2016-03-14.
3. 1 2  "Gallaudet University". www2.gallaudet.edu. Archived from the original on 4 February 2017. Retrieved 2016-03-14.
4. ↑  "Reviewing The Pioneering Roles Of Gallaudet University Alumni In Advancing Deaf Education And Services In Developing Countries: Insights And Challenges From Nigeria." American Annals Of The Deaf 2 (2015): 75. Project MUSE. Web. 15 Mar. 2016.
5. ↑  National, A. O. T. D. (2015). Legal Rights, 6th Ed. : The Guide for Deaf and Hard of Hearing People. Washington, DC, US: Gallaudet University Press.
6. ↑  "DeafCulture3". web.cortland.edu. Retrieved 2019-12-25.
7. ↑  Tucker, Bonnie Poitras (8 July 1998). "Deaf Culture, Cochlear Implants, and Elective Disability". Hastings Center Report. 28 (4): 6–14. doi:10.2307/3528607. JSTOR 3528607. PMID 9762533.
8. ↑  Woodcock, Kathryn (1992). Cochlear Implants vs. Deaf Culture? In Mervin Garretson (ed.), Viewpoints on Deafness: A Deaf American Monograph. Silver Spring, MD: National Association for the Deaf.